# The Dream Girl
The Dream Girl é um filme mudo norte-americano de 1916, do gênero drama, produzido, dirigido e editado por Cecil B. DeMille. Adaptado de uma história por Jeanie MacPherson, roteirista preferida do DeMille, tem como intérpretes Mae Murray, Theodore Roberts e Earle Foxe. The Dream Girl é agora considerado filme perdido.

## Elenco
- Mae Murray - Meg Dugan
- Theodore Roberts - Jim Dugan
- Earle Foxe - Tom Merton
- James Neill - Benjamin Merton
- Charles West - Hal
- Mary Mersch - Alice Merton
- Mrs. Lewis McCord - Mulher de caráter